# بوكاكيه
بوكاكيه (باليابانية: ぶっかけ) هو سلوك جِنسي يتمثّل بالأساس في قذف المَنيّ من قِبل ذكرَين أو أكثر في وجه سيّدة راكعة على رُكبتَيها. يُعدّ هذا السلوك غريبًا نوعًا ما لكنّه يعرف انتشارًا في الأفلام الإباحية. نشأ هذا السُّلوك في اليابان في ثمانينات القرن العشرين وانتشر بعد ذلك إلى أمريكا الشمالية وأوروبا ثمّ عَبَر الحدود وصار حاضرًا أيضًا في الممارسات الجنسية المثلية.

## التاريخ
ظهرت طريقة البوكاكيه لأول مرة في فيلم إباحي في منتصف إلى أواخر 1980 في اليابان. يرى بعض الباحثين في الماضي أنّ سبب ظهور هذا السلوك الجِنسي هو إلزامية الرقابة في اليابان والتي تمنعُ ظهور الأعضاء التناسلية في الفيديوهات الإباحية أو تغطيتها بفسيفساء على أقل تقدير ومنهُ فإنّ تقنية البوكاكيه لا يظهرُ فيها العضو الجِنسي للأنثى. إنّ إحدى النتائج المترتبة على هذه الرقابة هي أن المواد الإباحية اليابانية تميل إلى التركيز أكثر على الوجه والجسم بدلًا من الأعضاء التناسلية لذلك سعى منتجي الأفلام في اليابان إلى البحث عن طرق جديدة لتصوير الإباحيات دون انتهاك القانون الياباني. ومع ذلك؛ فالفضلُ يعود في انتشار هذا السلوك إلى كازوهيكو ماتسوموتو في عام 1998 والذي عملَ بشكلٍ خاص على صناعة عددٍ من الأفلام في هذا الصدد.
انتشرت هذهِ الممارسة من اليابان إلى الولايات المتحدة ثم إلى أوروبا في أواخر 1990. بدأت هذه التقنية تظهرُ في الفيديوهات الإباحية في أواخر التسعينيات مزامنةً مع ظهور سلوكيات أخرى مثلَ الاختراق المزدوج وغيرها. زادت شهرة البوكاكيه في عالم الإباحيّة بسبب ميزتها الاقتصادية حيثُ لا تتطلب أموالًا طائلة في عمليات التصوير خاصّة أنهُ يمكن لأي مجموعة شباب وفتاة تصويرها. من جهة أخرى؛ هناك اختلاف بسيط في النمط الغربي للبوكاكيه مقارنةً بالنمط الياباني ويتمثلُ الاختلاف بالأساس في الأنثى؛ ففي اليابان تظهرُ الفتاة وهي ترتدي زيًا مُعينًا ويظهرُ على محياها علامات الذل والطاعة بينما في الدول الغربية تظهرُ الفتاة عارية بالكامل وتستمتعُ هي الأخرى معَ باقي الشباب الذينَ يُحيطون بها. إلى جانبِ البوكاكيه هناكَ سلوك جوككيون وهو اختراع ياباني كذلكَ يقومُ بالأساس على جمعِ السائل المنوي للذكور في وعاء ثمّ شربه. جديرٌ بالذكرِ هنا أنّ البوكاكيه لا تحظى بقبول الكل بل تُحاربها بعض الجِهات في الدول الغربية بسبب مضمونها الذي يوحي بتبعية النّساء للرجال في كل شيء. 

## ردود الفعل
يرى البعض أنّ قذفَ الرجال على جسدِ المرأة يُشعرهم بالمتعة وبالقوة فيما يرى آخرون يُعارضونَ المواد الإباحية أنّ القذف بشكل مباشر على وجهِ المرأة يجعلها كسلعة مُستعملة ولا فائدة منها سوى تلبية رغبات الرجل لا غير بل تزيدُ من توطيد دونية المرأة ولا تخدمُ أيّ غرض مفيد.

## الاستقبال
وصفَ عددٌ من الكُتاب سلوك البوكاكيه بأنّهُ سلوك جِنسي مذل. وصفَ الطبيب النفسي الشرعي كارين فرانكلين هذه التقنية بالاغتصاب الجماعي من خِلال الانتهاك الجنسي وتشييء المرأة. فيما ترى الباحثة ليزا جان مور جوليانا أنّ القذف في البوكاكيه هو طقسٌ من طقوس الإذلال والذي قد يشملُ كلّ النساء خاصة أنّ العملية لا تنطوي على ممارسة جنسية مباشرة وفعليّة ولا يستلزمُ وصول المرأة إلى هزة الجِماع. يرى النشطاء والمُنخرطين في رابطة مُكافحة المواد الإباحية أنّ القذف على الوجه مباشرة هو واحدٌ من أكثر الأعمال مهينة في الإباحية. وصفَ الكاتب تريستان توارمينو هذه التقينة بأنّها تخصُ الحمقى لا غير وعبّر عن امتعاضه منها بسبب استمناء مجموعة من الرّجال معًا وعلى مقربة من وجه السيّدة المعنية. في المُقابل يرى فيليب فانيني الأستاذ المُشارك في كلية الاتصالات والثقافة في جامعة رويال رودز أنّ البوكاكيه تُعبّر عن التقدم الكبير الذي وصلَ لهُ البشر في علم الجنس.